# Toledo (Paraná)
Toledo é um município brasileiro localizado na região oeste do estado do Paraná. De acordo com estimativas do Instituto Brasileiro de Geografia e Estatística (IBGE) de 2024, sua população era de 158 620 habitantes, sendo o 12º mais populoso município do Paraná e 36º da Região Sul do Brasil. Sua distância rodoviária até Curitiba, capital administrativa estadual, é de 540 quilômetros, e até Brasília, capital federal, é de 1 432 quilômetros. Com seu solo fértil e plano, tornou-se um dos maiores produtores de grãos do estado. Concentra empresas do ramo agropecuário, razão pela qual é considerado a "Capital Paranaense do Agronegócio".

## História
Toledo está situado numa região de colonização recente e que recebeu seus primeiros moradores em 27 de março de 1946, quando colonos oriundos do atual município gaúcho de São Marcos, então distrito de Caxias do Sul, chegaram à área atual, na época pertencente ao Território Federal do Iguaçu. Em 1951 foi emancipado de Foz do Iguaçu pela Lei nº 790, sancionada pelo governador do Paraná, Bento Munhoz da Rocha Neto.
A primeira eleição ocorreu em 9 de novembro de 1952, com a instalação oficial do município em 14 de dezembro do mesmo ano, quando a primeira legislatura da Câmara Municipal eleita deu posse ao prefeito Ernesto Dall'Oglio (1952/1956).
O impulso para a criação de Toledo ocorreu quando a "Industrial Madeireira e Colonizadora Rio Paraná S/A - MARIPÁ" adquiriu junto à uma companhia imobiliária inglesa a gleba de terras denominada Fazenda Britânia, para em seguida ocupá-la e desbravá-la com os colonos trazidos do Rio Grande do Sul.
A atividade inicial foi a extração de madeira para atender os mercados da Argentina e Uruguai. O plano de colonização fundamentou-se em pequenas propriedades.
A iniciativa privada desenvolveu um arrojado projeto de colonização, com a venda de pequenas  propriedades medindo entre dez a quinze alqueires paulistas, a maioria com acesso à água, o que dificultou a criação de latifúndios.
A partir daí o desenvolvimento ocorreu de forma acelerada, inicialmente em torno da economia das comunidades agrícolas, o que emprestou à sociedade um forte espírito gregário.
Entre as décadas de 1960 para 1970, a modernização da produção imprimiu novas relações no campo e a especialização favoreceu a monocultura e a concentração de propriedade, o que resultou no êxodo rural e a acelerada urbanização.
A suinocultura, que era atividade complementar para os pioneiros, desenvolveu-se rapidamente na década de 1950, culminando com a fundação do "Frigorífico Pioneiro S/A", que teve seu controle acionário adquirido pela empresa Sadia, no ano de 1964, que por sua vez implementou o sistema de integração nas áreas de aves e suínos, além de um complexo fabril que a tornou a maior indústria do município. Inicialmente atuava por meio da Frigobrás, mas após a incorporação desta à Sadia, o setor de compras foi transferido para outra localidade. Mais recentemente a fusão entre a Sadia e a Perdigão, atual BRF, motivou a transferência da área administrativa para Curitiba, mas o complexo fabril permanece inalterado, com cerca de sete mil trabalhadores e uma produção que atende o mercado interno e externo. Na década de 1990, a Sadia passou a investir na ampliação da área suinícola, fazendo Toledo expandir seu rebanho, de 100 mil para mais de 400 mil cabeças.

## Aspectos geográficos
Toledo possui uma área de 1.197,016 km² e está localizado na região Oeste do estado do Paraná, a aproximadamente 560 metros de altitude. O município faz divisa com dez outros: ao norte, com Maripá e Nova Santa Rosa; ao sul, com Santa Tereza do Oeste e São Pedro do Iguaçu; a leste, com Assis Chateaubriand, Tupãssi e Cascavel; e a oeste, com Quatro Pontes, Marechal Cândido Rondon e Ouro Verde do Oeste.

## Bairros
A cidade possui 26 bairros:

## Distritos
De acordo com a Lei 1.941 de 2006, Toledo tem dez distritos administrativos, incluindo a sede: Bom Princípio do Oeste; Concórdia do Oeste, Dez de Maio, Dois Irmãos, Novo Sarandi, Novo Sobradinho, São Luiz do Oeste, São Miguel, Vila Ipiranga e Vila Nova.

### Administração

#### Vereadores
O poder legislativo é representado pela Câmara Municipal de Toledo, cuja legislatura tem dezenove vereadores.

### Hidrografia
Principais rios, sangas e arroio que cortam Toledo são o Rio Toledo; Rio São Francisco; Sanga Panambi e  Arroio Marreco.

### Clima

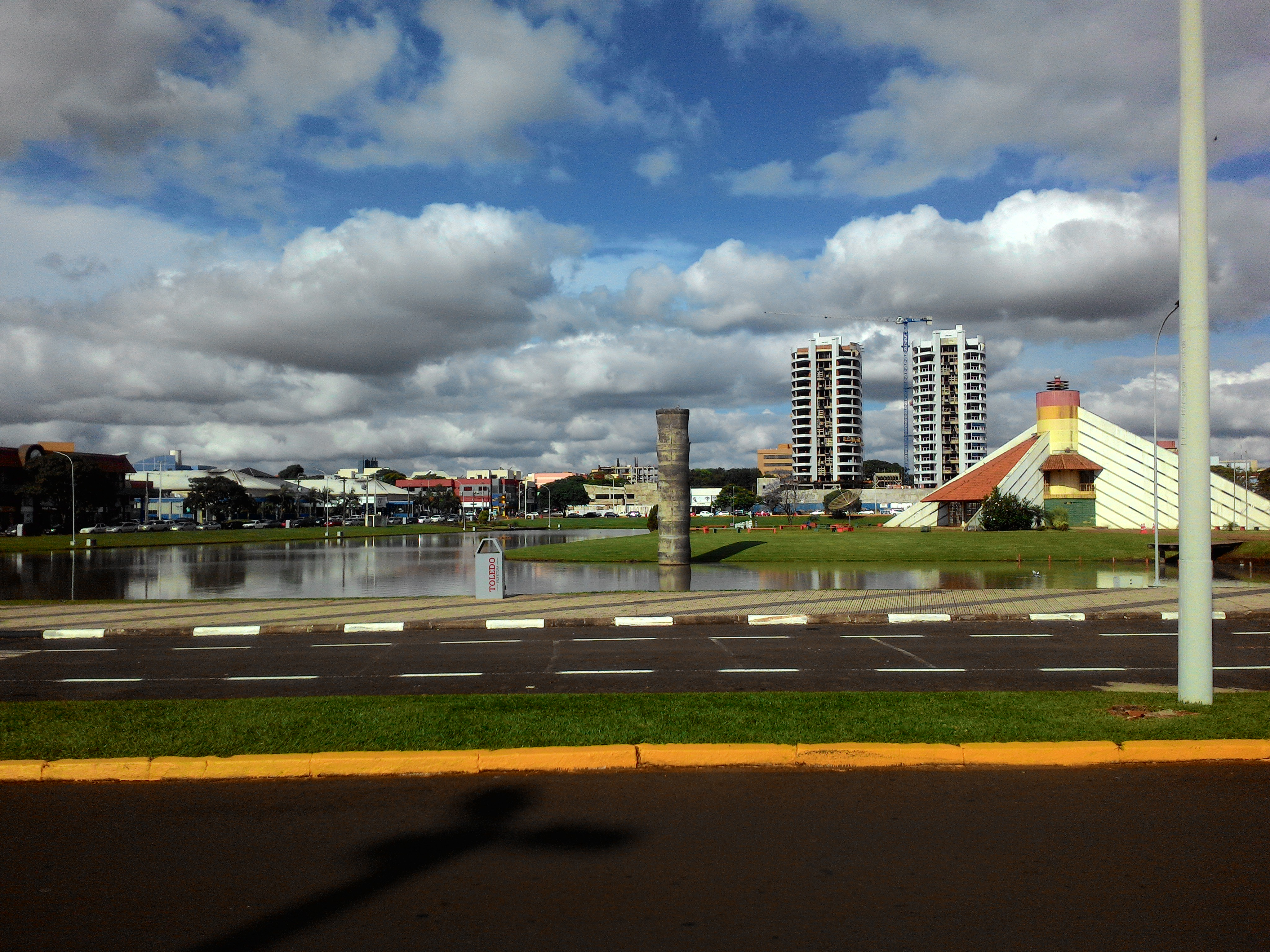
Lago Municipal

O clima de Toledo é temperado, com chuvas bem distribuídas ao longo do ano e com verões quentes, Cfa segundo a classificação de Köppen-Geiger, onde observam-se a temperatura média do mês mais quente superior 22 °C, a temperatura média do mês mais frio inferior a 18 °C e a ausência de uma estação seca definida. O mês mais quente é janeiro, com uma temperatura média de 24,4 °C e o mais frio é junho, com uma temperatura média de 15,7 °C, no entanto a amplitude térmica provocada pela presença de massas de ar polares ou continentais é capaz de gerar ao longo dos anos registros de valores mais extremos. De acordo com o Instituto Nacional de Meteorologia (INMET) entre os anos de 1961 e 1990, a maior temperatura registrada no município foi de 38 °C em novembro de 1985 enquanto que a menor atingiu -2,7 °C em agosto de 1978.
A ocorrência de geadas é observada de um modo geral entre os meses de maio a agosto, quando as temperaturas se aproximam ou ficam abaixo dos 0 °C. Registros de neve e chuva congelada são raros, destacando-se a última ocorrência de neve no município no dia 23 de julho de 2013.
A distribuição de precipitações ao longo do ano é relativamente uniforme, com um total anual acumulado de 1792 mm. O mês com maior média pluviométrica é outubro com 207 mm, e o de menor média pluviométrica é agosto com 92 mm.
| Dados climatológicos para Toledo | Dados climatológicos para Toledo | Dados climatológicos para Toledo | Dados climatológicos para Toledo | Dados climatológicos para Toledo | Dados climatológicos para Toledo | Dados climatológicos para Toledo | Dados climatológicos para Toledo | Dados climatológicos para Toledo | Dados climatológicos para Toledo | Dados climatológicos para Toledo | Dados climatológicos para Toledo | Dados climatológicos para Toledo | Dados climatológicos para Toledo |
| Mês | Jan                              | Fev                              | Mar                              | Abr                              | Mai                              | Jun                              | Jul                              | Ago                              | Set                              | Out                              | Nov                              | Dez                              | Ano                              |
| --- | -------------------------------- | -------------------------------- | -------------------------------- | -------------------------------- | -------------------------------- | -------------------------------- | -------------------------------- | -------------------------------- | -------------------------------- | -------------------------------- | -------------------------------- | -------------------------------- | -------------------------------- |
| Temperatura máxima recorde (°C) | 36,2                             | 35,8                             | 35,8                             | 33,4                             | 29,8                             | 27,7                             | 30,7                             | 31,8                             | 33,8                             | 35,5                             | 38,0                             | 37,1                             | 38,0                             |
| Temperatura máxima média (°C) | 29,9                             | 29,7                             | 29,4                             | 26,7                             | 23,4                             | 21,1                             | 22,8                             | 23,2                             | 24,6                             | 27,5                             | 28,4                             | 28,8                             | 26,3                             |
| Temperatura média (°C) | 24,4                             | 24,0                             | 23,4                             | 20,7                             | 17,7                             | 15,7                             | 17,1                             | 17,1                             | 18,9                             | 21,6                             | 22,7                             | 23,4                             | 20,6                             |
| Temperatura mínima média (°C) | 19,6                             | 19,4                             | 18,5                             | 15,8                             | 12,9                             | 11,4                             | 12,5                             | 12,6                             | 14,0                             | 16,5                             | 17,7                             | 19,0                             | 15,8                             |
| Temperatura mínima recorde (°C) | 12,8                             | 11,5                             | 8,0                              | 2,0                              | 1,0                              | −1,2                             | −0,1                             | −2,7                             | 2,8                              | 6,1                              | 8,7                              | 12,7                             | −2,7                             |
| Precipitação (mm) | 172                              | 167                              | 126                              | 145                              | 184                              | 130                              | 96                               | 92                               | 141                              | 207                              | 166                              | 166                              | 1 792                            |
| Umidade relativa (%) | 75,4                             | 78,2                             | 74,6                             | 76,9                             | 73,5                             | 76,9                             | 73,5                             | 71,5                             | 70,7                             | 70,3                             | 71,6                             | 75,5                             | 74,1                             |
| Fonte: Instituto Nacional de Meteorologia (normal climatológica de 1961-1990), (recordes de temperatura: 1961 a 1990). Climatempo (precipitação). |                                  |                                  |                                  |                                  |                                  |                                  |                                  |                                  |                                  |                                  |                                  |                                  |                                  |

### Evolução da população
O Município experimentou um crescimento populacional significativo desde a sua fundação, principalmente nas primeiras décadas. 
Em 2024, a estimativa do Instituto Brasileiro de Geografia e Estatística apontou uma população de 158 620 habitantes.
A densidade demográfica é de 132,5 habitantes por quilômetro quadrado e o Índice de Desenvolvimento Humano - IDH, é de 0,768.

### Demografia
De acordo com o IBGE, a base populacional de Toledo é formada pelas seguintes etnias:
| Etnias   |        |
| -------- | ------ |
| Branca   | 62,04% |
| Parda    | 33,11% |
| Preta    | 4,31%  |
| Amarela  | 0,46%  |
| indígena | 0,07%  |

## Transporte

### Rodoviário
| Rodovia | Tipo     | Trecho | Trecho              | Nomenclatura                   |
| ------- | -------- | ------ | ------------------- | ------------------------------ |
| BR-163  | Federal  | Toledo | Quatro Pontes       | Rodovia Ernesto Dall'Oglio     |
| BR-163  | Federal  | Toledo | Cascavel            | Rodovia José Neves Formighieri |
| PR-182  | Estadual | Toledo | Palotina            | Rodovia Alberto Dalcanale      |
| PR-317  | Estadual | Toledo | Santa Helena        | Rodovia Dr. Ivo Rocha          |
| PR-585  | Estadual | Toledo | São Pedro do Iguaçu | Rodovia Egon Pudell            |
| PR-486  | Estadual | Toledo | Assis Chateaubriand | Rodovia Moacir Micheletto      |

### Aéreo

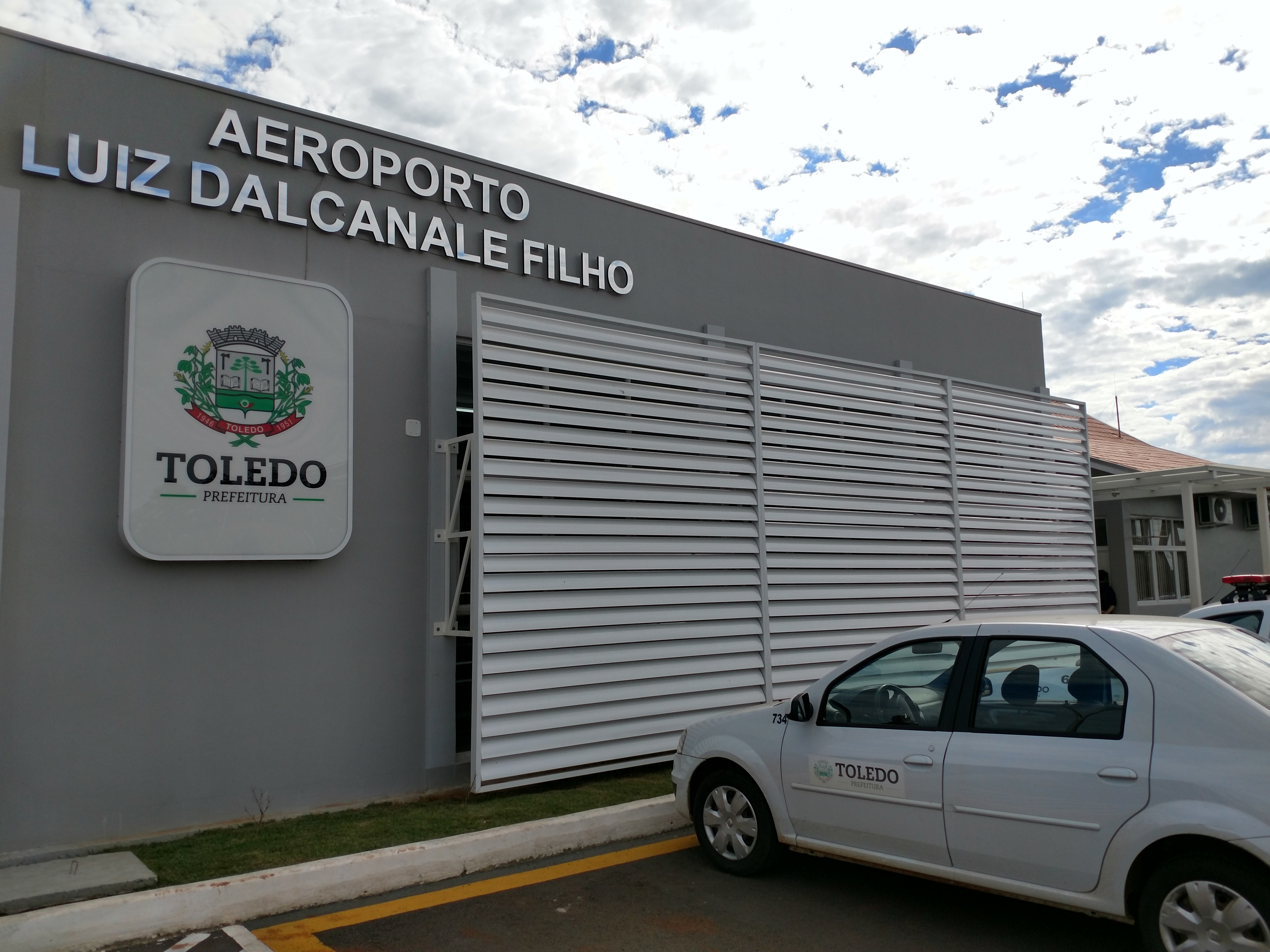
Aeroporto municipal

Aeroporto Luiz Dalcanalle Filho, com operações noturnas e por instrumentos. Inaugurado em 1954, passou por melhorias no terminal de passageiros, estacionamento e seção de contraincêndio, no ano de 2016, com investimentos da municipalidade e empresários.
A reformulação visou a implantação de voos comerciais, o que ocorreu em 9 de janeiro de 2019, com o inicio das atividades comerciais da Azul Linhas Aéreas para o Aeroporto Afonso Pena, na Região Metropolitana de Curitiba. Porém, em março de 2020 os voos foram cancelados devido à pandemia de COVID-19. 
No final de 2021 a empresa retornou as operações com cinco voos semanais para Campinas, mas em dezembro de 2023 transferiu estes voos para o Aeroporto de Cascavel, fechando a base em Toledo. 

### Urbano
O transporte coletivo do município é feito pela Viação Sorriso, que obtêm a concessão do serviço urbano e metropolitano e atende diariamente mais de 16 mil pessoas. Com 15 linhas regulares, sistema bilhetagem eletrônica e integração temporal. Atualmente, Toledo tem um terminal integrado na região central, e um de parada na Vila Pioneiro.
A frota veicular era de 123.483 unidades, em julho de 2024, segundo o Detran-PR.

### Terminal Rodoviário
O Terminal Rodoviário de Toledo - Alcido Leonardi está localizado na região central da cidade. Inaugurado em 1985, têm nove plataformas de embarque e recebe 20 mil passageiros por mês.

## Aspectos econômicos
Toledo apresenta uma economia baseada principalmente no agronegócio e está em primeiro lugar, entre os municípios do estado, no Valor Bruto da Produção Agropecuária, como também no PIB Agropecuário no Paraná. É um grande produtor de soja, milho, suínos e frango, gado leiteiro e de corte. Sofre um processo de industrialização, principalmente nos setores ligados ao setor agrícola e pecuário.

## Meios de Comunicação
Toledo conta com as emissoras de rádio FAG FM 104,9; Mundial FM 100,3; Rádio Guaçu AM 1.180; Rádio União AM 900; Rádio Integração AM 1380; TV RIC Oeste; jornais Jornal do Oeste, Jornal Viver Toledo, Gazeta de Toledo e Jornal de Toledo (Online).

## Turismo

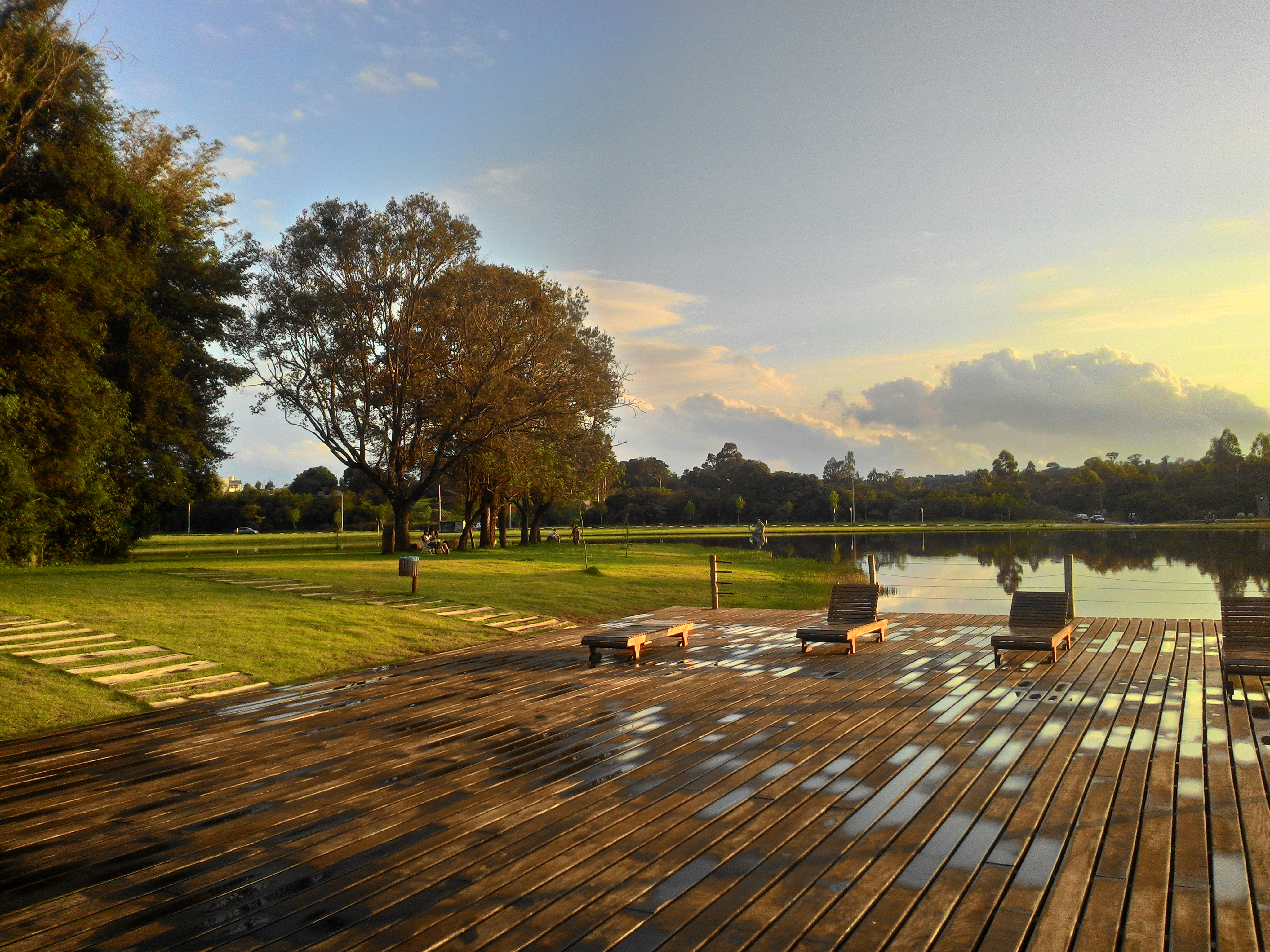
Parque do Povo

O Município de Toledo prepara-se para chamada Indústria do Terceiro Milênio, contando com várias opções de turismo, lazer, gastronomia, cultura, esporte e eventos de negócios. 
Possui selos da EMBRATUR que o credenciam como município com potencialidade e prioridade para o desenvolvimento turístico.
Em seu território encontram-se belezas naturais, como saltos, cachoeiras, trilhas ecológicos no Rio São Francisco, com destaque para o Parque Ecológico Diva Paim Barth, em plena região central, com um lago, horto florestal e outros atrativos, que o tornam ponto de encontro da população.
No calendário oficial do município destacam-se vários eventos, como festas, feiras e encontros culturais distribuídos pelos meses do ano.  

### Pontos de destaque
Entre as atrações de Toledo, estão o Aquário Municipal Dr. Rômolo Martinelli; Catedral Cristo Rei; Igreja Evangélica de Confissão Luterana no Brasil (Igreja do Sino); Museu Histórico Willy Barth; Parque do Povo - Luiz Cláudio Hoffmann; Parque dos Pioneiros; Parque Ecológico Diva Paim Barth; Parque Linear Sanga Panambi; Parque Temático das Águas; Praça Willy Barth; Rua 7 de Setembro; Salto São Francisco Falso; Teatro Municipal de Toledo.

## Cultura
Em Toledo há inúmeras estruturas, como teatro, museus e bibliotecas públicas.

### Teatro Municipal de Toledo
O teatro foi inaugurado no dia 26 de novembro de 1999, é o terceiro maior teatro público do Estado do Paraná, com área total construída de 2.974,18 m², entre palco, plateia, camarins, salas de ensaio, salas administrativas e demais dependências.
Tem capacidade para 1.022 pessoas e conta também com cadeiras para obesos e portadores de necessidades especiais.

### Museu Histórico Willy Barth
Criado em 1976, mas instalado em 1984, o museu histórico tem como escopo retratar e preservar a história da colonização da cidade e região. Tem sua sede localizada na Avenida Guarani, na Vila Becker.

### Casa da Cultura
Inaugurada oficialmente em 4 de dezembro de 1976, foi a primeira do gênero a ser criada no estado do Paraná. Abriga a sede da Secretaria Municipal de Cultura de Toledo.

### Biblioteca
A Biblioteca Pública Municipal foi criada em 12 de dezembro de 1960. Registrada no Instituto Nacional do Livro, tem sua sede no centro Cultural Oscar Silva, no centro da cidade.

## Educação
Em Toledo, a nota do IDEB - Índice de Desenvolvimento da Educação Básica, que é avaliada a cada dois anos, tem o índice de 6,7 no município, acima da média nacional e estadual.

### Ensino superior
Toledo é considerado polo universitário, com seis centros de ensino superior. Ao todo são oferecidos mais de cem cursos, onde estão matriculados aproximadamente dez mil universitários. As instituições presentes em Toledo são:Universidade Tecnológica Federal do Paraná (UTFPR); Universidade Federal do Paraná (UFPR); Universidade Estadual do Oeste do Paraná (UNIOESTE); Pontifícia Universidade Católica do Paraná (PUC-PR); Centro Universitário Fundação Assis Gurgacz (FAG); Universidade Paranaense (UNIPAR).

## Esporte
Toledo está estruturado com o Estádio Municipal 14 de Dezembro, com capacidade para 20 mil espectadores. Inaugurado em 1968 e reformado na década de 1980, é o local onde o Toledo Esporte Clube manda seus jogos. Tem pista de Atletismo e centro olímpico, formado por uma piscina pública, um campo de futebol society e um Centro Olímpico de Ginástica Rítmica, onde abriga parte da modalidade que hoje dá a maior visibilidade no âmbito esportivo à cidade, por meio das participações e conquistas em competições nacionais e internacionais. Entre as atletas de maior destaque do projeto da GR em Toledo estão as medalhistas brasileiras Angélica Kvieczynski, com seis  medalhas de ouro nos Jogos Sul-Americanos de Medellín-Colômbia, em 2010; três de bronze e uma de prata nos Jogos Pan-americanos de Guadalajara, em 2011; Nicolle Muller, com três medalhas de ouro no conjunto nos Jogos Pan-americanos do Brasil em 2007; Ana Paula Scheffer, medalha de bronze nos Jogos Panamericanos do Brasil, em 2007.
No município existem vários ginásios pertencentes à entidades e empresas, bem como canchas cobertas de escolas, que beneficiam 11 mil crianças e adolescentes com atividades em 35 modalidades. São eles: Ginásio Jaime Zeni (Basquete); Ginásio Hugo Zeni (Voleibol); Ginásio Euzébio Garcia; Ginásio Ângelo Rossoni (CCR); Ginásio Alcides Pan; Ginásio Lauri José Simon.
O município é sede de uma equipe de futebol de salão, a Associação de Futsal de Toledo, fundada em 2009.
No Campeonato Paranaense de Futebol, Toledo já contou com os clubes Grêmio Atlético La Salle, Toledo Esporte Clube e Toledo Futebol Clube

### JAP´S
Em 2011, a fase final do JAP`S - Jogos Abertos do Paraná, aconteceu em Toledo, entre 11 a 20 de novembro. A competição entre 78 municípios, teve atletas masculinos e femininos de diversas modalidades.

### Troféu Brasil de Ginástica
Toledo foi o primeiro município do interior do Brasil a receber essa competição, que normalmente ocorre em capitais. Com renomes nacionais de Daiane dos Santos, Daniele Hypolito, Jade Barbosa, Laís Souza, Sérgio Sasaki e a toledana Angélica Kvieczynski, disputaram o torneio que serviu como treino e seletiva para os Jogos Olímpicos de Verão de 2012, em Londres.

### Atletas e ex-atletas toledanos
- Lucas Lóh
- Morgana Gmach
- Angélica Kvieczynski
- Eduardo Luiz

## Eventos
Em toledo ocorrem eventos, como a Expo Toledo; Feira Shopping; Feira Ponta de Estoque; Feira de Máquinas, Automação e Indústria (FEMAI); Réveillon Popular de Toledo; West Road. 

Existe uma variedade de festas gastronômicas, especialmente à base de produtos da agropecuária local, como a Festa Nacional do Porco no Rolete; Concórdia Fest, onde o prato principal é o porco desossado com mandioca, bacon e queijo. No local são realizadas exposições de artesões;Festa do Leitão na Estufa; Festa do Frango; Bruderfest - festa típica alemã, realizada na localidade de Dois Irmãos; Ipirangafest; Michel´sFest - realizada no Distrito de São Miguel; Festa da Ovelha e Costelão Fogo de Chão; Festa do Milho; Festa do Leitão à Sarandi; Festa do Peru Assado e Recheado; Festa do Leitão à Jardim (antigo Leitão à Italiana).

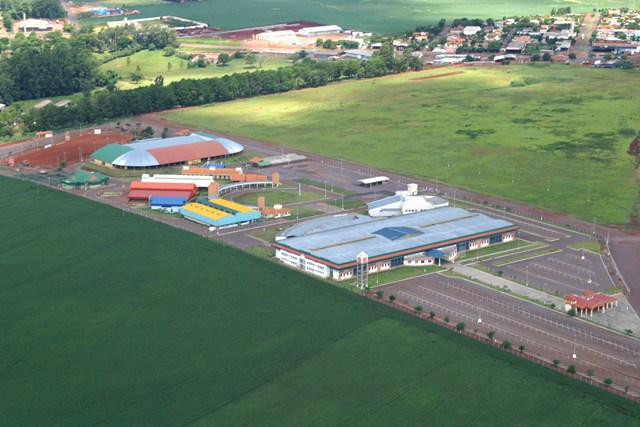
Centro de Convenções e Eventos Ismael Sperafico

### Centro de Convenções e Eventos Ismael Sperafico
Centro de Convenções e Eventos Ismael Sperafico, com área superior a 33.000 m², possui um pavilhão de exposições industriais, comerciais e de prestação de serviços, centro gastronômico com cozinhas e churrasqueiras, arena de rodeios com capacidade aproximada de oito mil pessoas, complexo agropecuário contendo 11 pavilhões para gado de corte, gado leiteiro, equinos e suínos, centro de hipismo, pavilhão para leilões, centro de apoio para pequenos animais, centro de treinamento, local específico para inspeção sanitária e sede da Casa do Agricultor.
O complexo recebe todos os anos grandes feiras do comércio e da agropecuária, como a Feira Shopping e Expo Toledo.